# 萨恩托克加尔
萨恩托克加尔（Santokhgarh），是印度喜马偕尔邦Una县的一个城镇。总人口8304（2001年）。

## 人口
该地2001年总人口8304人，其中男性4265人，女性4039人；0—6岁人口1101人，其中男591人，女510人；识字率68.12%，其中男性为73.93%，女性为62.00%。